# IPod touch
iPod touch是一款由蘋果公司推出、目前已停产的MID，在2007年9月5日舉行的「The Beat Goes On」產品發表會中首度公開，屬於iPod系列的一部份。iPod touch可以比喻成iPhone的精簡版——不含電話、GPS和touch ID等功能（An iPhone without a Phone），造型亦較輕薄。
iPod touch使用8、16、32、64或128GB的快閃記憶體。同時也配有Wi-Fi無線網路功能，並可執行蘋果的Safari瀏覽器。是Apple以「最好玩的iPod」為概念所推出的iPod。iPod touch是第一款可透過無線網路連上iTunes Store的iPod產品。
蘋果公司於2017年7月27日起終止販售iPod Nano與iPod Shuffle，iPod touch成為唯一仍販售的iPod系列產品。2022年5月10日，該公司宣布停产iPod touch，存貨售完為止，也标志着全系列iPod均已停产。

## 特色

### 使用者界面
iPod touch使用了與iPhone相似的觸控式螢幕界面，同時正面也有一顆實體的「home」按鈕。主畫面包含了數個可使用的應用程式圖示按鈕：位於最下方的音樂、視訊、照片、iTunes；以及位於螢幕上半部的Safari、YouTube、日历、通讯录、時鐘、计算器以及設定按鈕，2.0版以上韌體新增App Store功能。
2009年6月17日，苹果发布了iPhone 3.0 Software，该更新对iPhone用户免费，而iPod touch用户则需付USD$9.95升级。iPhone 3.0 Software的更新如下：
- 立体声蓝牙（仅适用于iPod touch第二代）
- 剪下、复制并貼上
- Spotlight搜索
- 横向键盘
- Safari性能改进
- 同步记录

### Wi-Fi
iPod touch與iPhone相同，配有Wi-Fi 802.11b/g無線網路功能（第五代iPod touch配有Wi-Fi 802.11a/b/g/n,802.11n 2.4GHz+5GHz，第六代iPod touch 則新增了802.11ac），也可使用移動裝置版本的Safari瀏覽器和YouTube。此外也可利用無線網路透過iTunes Store購買音樂，或是透過AppStore購買遊戲等應用程式。

### App Store
新的固件版本增加了App Store软件购买终端。苹果公司把自己在Music Store上的成功经验复制到了应用程序的销售中。App Store和iTunes Store购买方式和版权认证等方面如出一辙。与其说App Store是个商店，倒不如说这是一个平台，一个为终端用户、第三方软件设计制造商和苹果公司搭建的平台。三方均在这个平台中获取利益。
App Store随iPhone和iPod touch 2.0 firmware同时发布，第一款名利双收的iPhone软件是SEGA的Monkey Ball。该款游戏充分利用了iPhone和iPod touch中的重力感应模块，创造了前所未有的操控模式和游戏体验。
随着第二代iPod touch的诞生，App Store上的游戏越来越多，越来越受青睐。甚至更有评论指出，iPod touch/iPhone将成为下一个掌上娱乐平台。

## 型號

### 第一代
在2007年9月5日舉行的「The Beat Goes On」產品發表會中公開，屬於iPod系列的一部份。

### 第二代
2008年9月9日，苹果公司发布了新款iPod touch。新产品更薄、电池使用時間更持久、售价更便宜，更新增了音量控制鍵、揚聲器及Nike+iPod。第二代iPod touch售价是229美元起。

### 第三代
2009年9月9日，苹果公司再次更新了iPod touch系列产品（2009年9月24日）。苹果仍然保留旧版的8G，未提供升级，但价格下降为199美元。同时将原先的16G和32G款式容量翻倍，价格维持不变。新款的touch将CPU提升为600Mhz，苹果宣称提升了50%的速度，并引入了OpenGL2.0。同时拆解显示其内置芯片支持FM与802.11n，只是苹果并未提供软件支持（类似旧款的蓝牙）。新款touch通过随机的带线控麦克风提供了语音控制与语音备忘录功能，同时这个麦克风也使得iPod touch可以使用skype等网络电话程序。在发布前网络上盛传新款将会带有摄像头功能，但发布会显示只有新款的nano具备了摄像头，但是有许多证据表明新款touch在设计时曾经加入摄像头并在后期取消。

### 第四代
2010年9月1日，苹果公司全面更新iPod產品線，更新產品包括iPod nano，iPod shuffle及iPod touch。新产品的長度增加1mm，此外寬度、厚度與重量均下降。螢幕使用了與第四代iPhone相同的視網膜分辨率屏幕。最明显的外觀變化是增加了前、後置攝像頭（但沒有閃光燈）。蘋果公司於2011年10月5日的發佈會中推出白色版，並把3款不同容量的第四代iPod touch降價，而且第四代iPod touch可以搭載蘋果於2011年10月份推出的iOS 5操作系统。2012年9月13日蘋果公司發表iPod touch第五代新一代iPod touch產品，8GB與64GB停產，僅生產與販售16GB和32GB，並同步調整售價。最高支持ios6.1.3

### 第五代

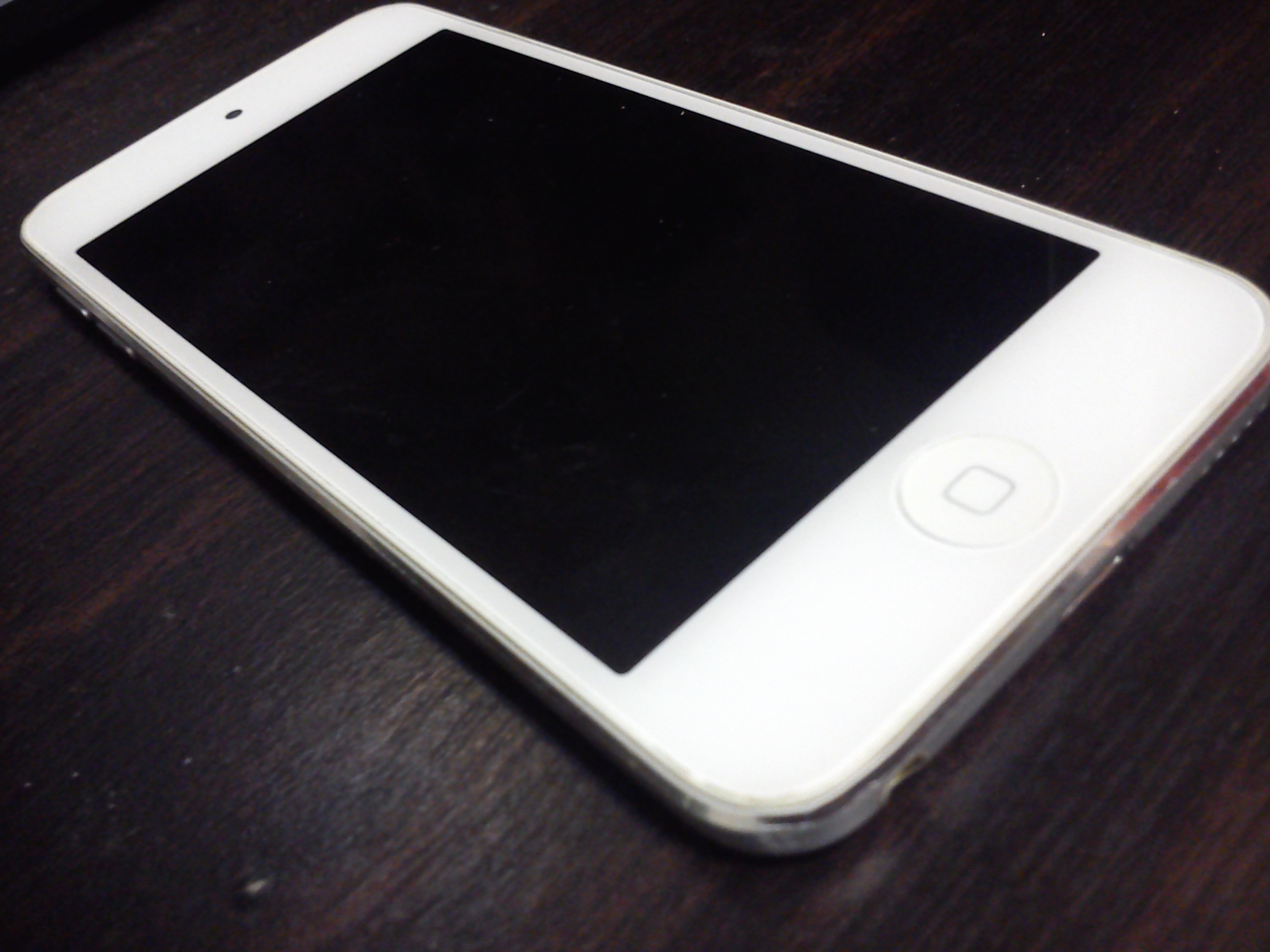
iPod touch 5正面

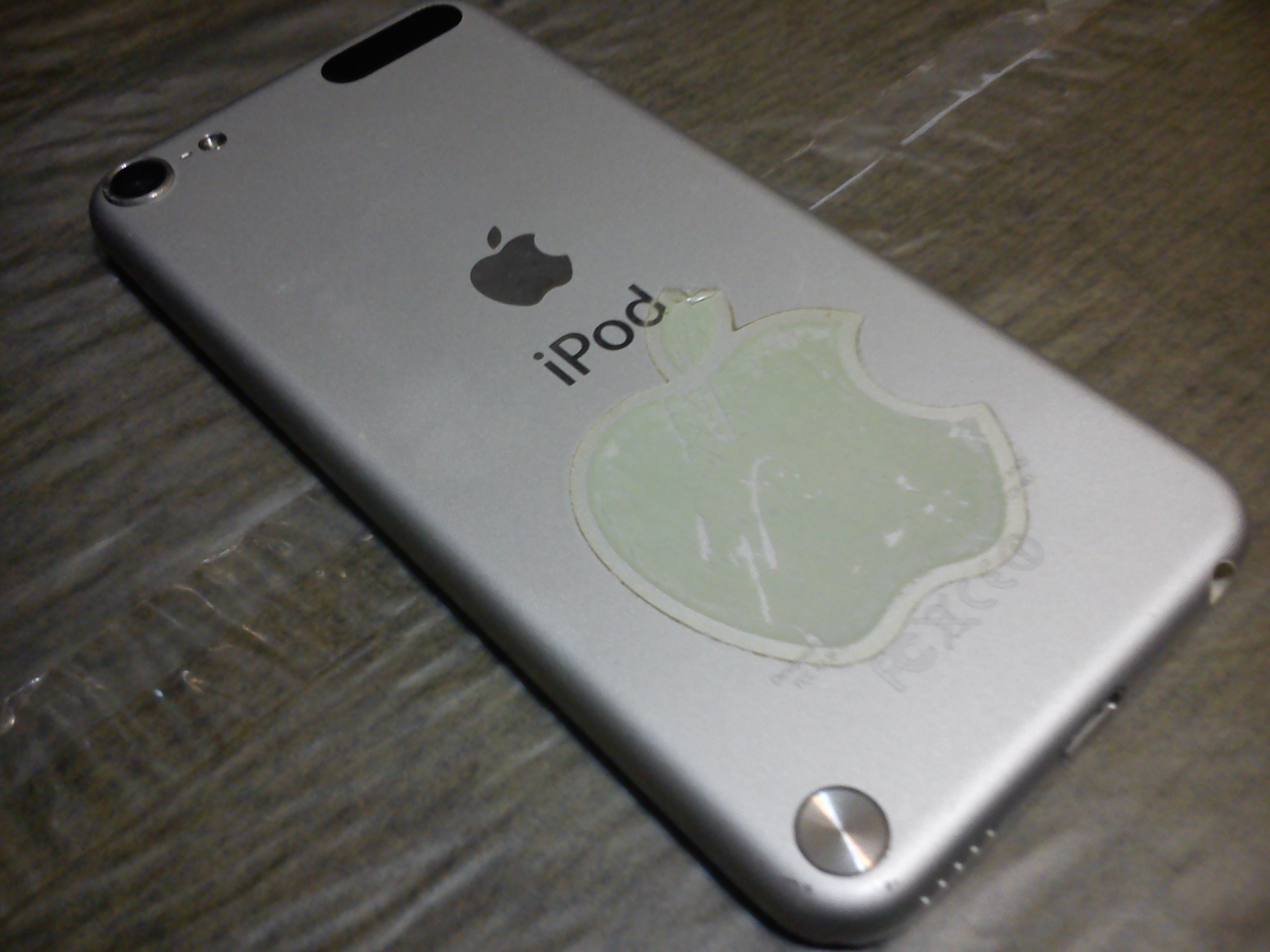
iPod touch 5反面

2012年9月13日，苹果于芳草地艺术中心发布了新一代iPod touch产品。第五代iPod touch的显示屏和iPhone 5一样，同为4英寸，采用和iPad 2一样的A5处理器。镜头采用与iPad 4上同样的iSight相机模块，500万像素背照式传感器、复合IR滤镜、五组镜片、f/2.4光圈、全景模式、自動對焦，并配有闪光灯，支持720P的facetime HD并可录制1080P视频，支援siri和聽寫功能。連接器由沿用多年的30pin連接器改成Lightning連接器。
與前一代相比有個唯一缺憾：取消配置光線感應器，因而無法在系統內設定「自動調整亮度」。
iOS 9.3所更新的 Night Shift 在此設備上不支援。

### 第六代
2015年7月15日，蘋果公司推出了第六代iPod touch，顯示器仍是4英寸，但改用A8處理器，内存也增加至1GB，iSight相機升級成800萬像素，並增加128GB容量款式。

### 第七代
2019年5月28日，苹果公司在官方网站推出第七代iPod touch。其处理器升级为A10 Fusion，RAM也增加至2GB，搭载iOS 12操作系统，提供32GB、128GB、256GB三种容量规格。但其屏幕、相机、设计、主屏幕按钮等方面皆与第六代iPod touch相同。

### 规格表
| 已不再出售及支援 | 已不再出售，但仍支援 |

| 型號                     | 型號                     | 第一代                                                                              | 第二代                                                                                   | 第三代                                                                              | 第四代                                                                                          | 第五代 | 第六代                                                                               | 第七代                                                                               |  |
| ------------------------ | ------------------------ | ----------------------------------------------------------------------------------- | ---------------------------------------------------------------------------------------- | ----------------------------------------------------------------------------------- | ----------------------------------------------------------------------------------------------- | --- | ------------------------------------------------------------------------------------ | ------------------------------------------------------------------------------------ |  |
| 图片                     |                          |                                                                                     |                                                                                          |                                                                                     |                                                                                                 | |                                                                                      |                                                                                      |  |
| 出厂操作系统             | 出厂操作系统             | iPhone OS 1.1                                                                       | iPhone OS 2.1 iPhone OS 3.1.1 (8 GB "MC" model)                                          | iPhone OS 3.1.1                                                                     | iOS 4.1                                                                                         | iOS 6 | iOS 8.4                                                                              | iOS 12.3                                                                             |  |
| 最高支援操作系统         | 最高支援操作系统         | iPhone OS 3.1.3                                                                     | iOS 4.2.1                                                                                | iOS 6.1.3                                                                           | iOS 7.1.2                                                                                       | iOS 9.3.5 | iOS 12.5.5                                                                           | iOS 15.4.1                                                                           |  |
| 屏幕                     | 屏幕                     | 3.5英寸（89mm）; 2:3, 262,144色, 镜面玻璃覆盖的液晶屏, 480×320像素（HVGA）, 163 ppi | 3.5英寸（89mm）; 2:3, 262,144色, 镜面玻璃覆盖的液晶屏, 480×320像素（HVGA）, 163 ppi      | 3.5英寸（89mm）; 2:3, 262,144色, 镜面玻璃覆盖的液晶屏, 480×320像素（HVGA）, 163 ppi | 3.5英寸（89 mm）; 2:3; 24位色, Retina显示屏, 960×640像素, 326 ppi                               | 4英寸（100 mm）; 16:9; 24位色, IPS Retina显示屏, 1136×640像素, 326 ppi                                                 | 4英寸（100 mm）; 16:9; 24位色, IPS Retina显示屏, 1136×640像素, 326 ppi               | 4英寸（100 mm）; 16:9; 24位色, IPS Retina显示屏, 1136×640像素, 326 ppi               |  |
| 处理器                   | 处理器                   | 620 MHz（降频到412 MHz,最低400 MHz）三星生产的32位RISC的ARM 1176JZ(F)-S v1.0        | 620 MHz（降频到533 MHz）三星生产的ARM11处理器，内置ARM7处理器用于Jazelle加速             | 833 MHz(降频到600 MHz)ARM Cortex-A8                                                 | 1 GHz(降频到800 MHz)ARM Cortex-A8 Apple A4                                                      | 1 GHz（降频到800 MHz）双核心 Apple A5                                                                                  | 1.38GHz (降頻到 1.13 GHz) 64位元雙核心 Apple A8 M8 動作感應協同處理器                | 2.34 GHz (降頻到 1.64 GHz) 64位元四核心 Apple A10 Fusion M10 動作感應協同處理器      |  |
| 图形处理器               | 图形处理器               | PowerVR MBX Lite 3D GPU                                                             | PowerVR MBX Lite 3D GPU                                                                  | PowerVR SGX535 GPU                                                                  | PowerVR SGX535 GPU                                                                              | PowerVR SGX543MP2 | PowerVR GX6450(四核)                                                                 | PowerVR (Series 7XT) GT7600 Plus (六核)                                              |  |
| 存储                     | 存储                     | 8、16和32 GB闪存                                                                    | 8、16和32 GB闪存                                                                         | 32和64 GB闪存                                                                       | 8、16、32和64 GB闪存                                                                            | 16、32和64 GB闪存 | 16、32、64和128GB闪存                                                                | 32、128或256 GB闪存                                                                  |  |
| 内存                     | 内存                     | 128 LPDDR MB DRAM                                                                   | 128 LPDDR MB DRAM                                                                        | 256 MB LPDDR DRAM                                                                   | 256 MB LPDDR DRAM                                                                               | 512 MB LPDDR2 DRAM | 1GB LPDDR3 DRAM                                                                      | 2 GB LPDDR4 DRAM                                                                     |  |
| 连接性                   | 连接性                   | Wi-Fi（802.11b/g）, USB 2.0/Dock连接器                                              | 较之前版本增加： 蓝牙2.1 + EDR（需要iPhone OS 3.0）, 内置扬声器，声音调整按钮, Nike+iPod | 较之前版本增加： 语音控制, 包含带有遥控和麦克风的耳机                               | 较之前版本增加： Wi-Fi802.11n（仅2.4GHz）, 三轴陀螺仪 內置麦克风                                | 较之前版本增加： Wi-Fi802.11a（2.4GHz和5GHz）, Apple EarPods                                                           | 較之前版本增加： Wi-Fi802.11ac                                                       | 較之前版本增加： Wi-Fi802.11ac                                                       |  |
| 蓝牙                     | 蓝牙                     | 不適用                                                                              | Bluetooth 2.1 + EDR                                                                      | Bluetooth 2.1 + EDR                                                                 | Bluetooth 2.1 + EDR                                                                             | Bluetooth 4.0 | Bluetooth 4.1                                                                        | Bluetooth 4.1                                                                        |  |
| 摄像头                   | 後置                     | 不適用                                                                              | 不適用                                                                                   | 不適用                                                                              | CMOS图像传感器带有摄像功能（720p HD，每秒最高30帧）                                             | 500万像素iSight摄像头，摄像功能（1080p HD，每秒最高30帧）(2014年6月前16GB型號沒有後置攝像頭)                           | 800万像素iSight摄像头，摄像功能（1080p HD，每秒最高30帧）,慢動作影片 (每秒最高120帧) | 800万像素iSight摄像头，摄像功能（1080p HD，每秒最高30帧）,慢動作影片 (每秒最高120帧) |  |
| 摄像头                   | 前置                     | 不適用                                                                              | 不適用                                                                                   | 不適用                                                                              | 0.3 MP VGA级别的图像拍摄和每秒最高30fps影片拍摄功能                                             | 1.2 MP 可拍摄120万像素画质照片和每秒最高30帧的720p HD视频                                                              | 1.2 MP 可拍摄120万像素画质照片和每秒最高30帧的720p HD视频                            | 1.2 MP 可拍摄120万像素画质照片和每秒最高30帧的720p HD视频                            |  |
| 音频处理器               | 音频处理器               | Wolfson Microelectronics WM8758BG                                                   | Cirrus Logic CLI1480A (338S0559)                                                         | Cirrus Logic CLI1480A (338S0559)                                                    | Cirrus Logic 338S0589 (類似iPhone 4)                                                            | Cirrus Logic 338S1077                                                                                                  | Cirrus Logic 338S1116                                                                |                                                                                      |  |
| 材质                     | 材质                     | 铁制背板和铝制挡板; Wi-Fi处为塑料板                                                 | 鏡面不锈钢背板和挡板; Wi-Fi和蓝牙天线处为塑料板                                          | 鏡面不锈钢背板和挡板; Wi-Fi和蓝牙天线处为塑料板                                     | 鏡面不锈钢背板;天线处未使用塑料板                                                               | 抗指紋非鏡面鋁背板；Wi-Fi和蓝牙天线处为塑料板                                                                          | 抗指紋非鏡面鋁背板；Wi-Fi和蓝牙天线处为塑料板                                        | 抗指紋非鏡面鋁背板；Wi-Fi和蓝牙天线处为塑料板                                        |  |
| 电源                     | 电源                     | 内置可充电的锂离子聚合物电池                                                        | 内置可充电的锂离子聚合物电池                                                             | 内置可充电的锂离子聚合物电池                                                        | 内置可充电的锂离子聚合物电池                                                                    | 内置可充电的锂离子聚合物电池                                                                                           | 内置可充电的锂离子聚合物电池                                                         | 内置可充电的锂离子聚合物电池                                                         |  |
| 电源                     | 电源                     | 3.7 V 2.15 W·h（580 mA·h）                                                          | 3.7 V 2.73 W·h (739 mA·h)                                                                | 3.7 V 2.92 W·h (789 mA·h)                                                           | 3.7 V 3.44 W·h（930 mA·h）                                                                      | 3.7 V 3.8 W·h（1030 mA·h）                                                                                             | 3.83 V, 3.99 Wh (1043 mA·h)                                                          | 3.83 V, 3.99 Wh (1043 mA·h)                                                          |  |
| 标称电池使用时间（小时） | 标称电池使用时间（小时） | 音乐：22 视频：5                                                                    | 音乐：36 视频：6                                                                         | 音乐：30 视频：6                                                                    | 音乐：40 视频：7                                                                                | 音乐：40 视频：8 | 音乐：40 视频：8                                                                     | 音乐：40 视频：8                                                                     |  |
| 尺寸                     | 尺寸                     | 长: 110 mm（4.3英寸）宽: 61.8 mm（2.43英寸） 厚: 8 mm（0.31英寸）                   | 长: 110 mm（4.3英寸） 宽: 61.8 mm（2.43英寸） 厚: 8.5 mm（0.33英寸）                     | 长: 110 mm（4.3英寸） 宽: 61.8 mm（2.43英寸） 厚: 8.5 mm（0.33英寸）                | 长: 110 mm（4.3英寸） 宽: 58 mm（2.3英寸） 厚: 7.1 mm（0.28英寸）                               | 长: 123.4 mm（4.86英寸） 宽: 58.6 mm（2.31英寸） 厚: 6.1 mm（0.24英寸）                                                | 长: 123.4 mm（4.86英寸） 宽: 58.6 mm（2.31英寸） 厚: 6.1 mm（0.24英寸）              | 长: 123.4 mm（4.86英寸） 宽: 58.6 mm（2.31英寸） 厚: 6.1 mm（0.24英寸）              |  |
| 重量                     | 重量                     | 120 g（4.2 oz）                                                                     | 115 g（4.1 oz）                                                                          | 115 g（4.1 oz）                                                                     | 101 g（3.6 oz）                                                                                 | 16 GB (2014), 32 GB, 64 GB: 88 g（3.1 oz） 16 GB (2013): 86 g（3.0 oz）                                                | 88 g（3.1 oz）                                                                       | 88 g（3.1 oz）                                                                       |  |
| 发布时间                 | 发布时间                 | 8 GB, 16 GB 2007年9月5日 32 GB 2008年2月27日                                        | 2008年9月9日                                                                             | 2009年9月9日                                                                        | 黑色 8 GB, 32 GB, 64 GB 2010年9月1日 白色 8 GB, 32 GB, 64 GB 2011年10月12日 16 GB 2012年9月12日 | 32 GB, 64 GB 2012年10月11日 16 GB (2013) 2013年5月30日 16 GB (2014) 2014年6月26日                                      | 16 GB, 32 GB, 64 GB, 128 GB 2015年7月15日                                            | 32 GB, 128 GB, 256 GB 2019年5月28日                                                  |  |
| 顏色                     | 顏色                     | 黑色機面 抛光的不锈钢機背                                                           | 黑色機面 抛光的不锈钢機背                                                                | 黑色機面 抛光的不锈钢機背                                                           | 2010–2011 黑色機面 抛光的不锈钢機背 2011–2013 黑或白色機面 抛光的不锈钢機背                     | 16 GB (2013) 銀色 16 GB (2014), 32 GB, 64 GB Slate (2012–2013) 太空灰 (2013–2015) 銀色 黃色 粉紅色 藍色 鮮紅（特別版） | 太空灰 銀色 金色 粉紅色 藍色 鮮紅（特別版）                                          | 太空灰 銀色 金色 粉紅色 藍色 鮮紅（特別版）                                          |  |

## 与iPhone比例

### 外观
iPod touch厚度較iPhone薄（以同代比較）

### 功能
iPod touch不提供電話（但提供FaceTime语音电话）、数字指南针、短信（SMS，但提供iMessage）、与Apple Watch绑定等功能，除非使用者有另外為機器越獄和架設蘋果皮，以達至追加出電話、短訊和使用流動數據（只支持GPRS）上網等iPhone具備的基本功能，但由於這些方法均未對Apple Watch綁定功能進行適配，因此綁定Apple Watch的功能仍然無法使用。

### 硬體
iPod touch沒有自定義開關，也沒有震動马达，而且是至今所有iOS系列产品中唯一仍然不支持touch ID与Face ID的设备。同时iPod touch是目前所有iOS产品中唯一没有发售过任何全面屏版本的型号。

### 軟體
因为设计上的缘由，Apple在iPod touch内关闭了电池百分比功能。但是它仍然可以在越狱后透过插件或者是修改文件来开启，後續幾代在新版的iOS上不用越獄就可以開啟。

## 外部連結
- 蘋果公司的 iPod touch 官方網站：
  - iPod touch - Apple（页面存档备份，存于）
  - iPod touch - Apple (中国)（页面存档备份，存于）
  - iPod touch - Apple (香港)（页面存档备份，存于）
  - iPod touch - Apple (台灣)（页面存档备份，存于）